# Fudaa
Fudaa est un kit logiciel facilitant l'intégration de codes de calcul — des procédés de simulation numérique, qui est destiné à la réalisation d'études scientifiques. C'est un logiciel libre et open source sous licence GPL 2 initié en 1998 (au STCPMVN, Compiègne) et développé depuis avec différents partenaires essentiellement publics : CETMEF (Centre d'études techniques maritimes et fluviales), Irstea (Institut national de recherche en sciences et technologies pour l'environnement et l'agriculture), EDF et la CNR (Compagnie nationale du Rhône).
Fudaa offre des composants Java s'appuyant pour certains sur CORBA permettant :
- d'intégrer des codes de calcul sous forme de composants distribués (possibilité d'utiliser CORBA) ;
- l'utilisation de composants graphiques spécialisés pour les pré- et post-traitements (géométrie 1D ou 2D) ;
- de proposer une interface homogène dédiée à la réalisation d'études numériques.